# Jeaustin Campos
Jeaustin Gerardo Campos Madriz (Pérez Zeledón, San José, Costa Rica, 30 de junio de 1971) es un exfutbolista y entrenador costarricense. Actualmente dirige al Real España de la Liga Nacional de Honduras.

## Trayectoria como jugador
Campos creció en San Isidro de El General en el cantón de Pérez Zeledón. Desde su infancia estuvo muy ligado al fútbol cuando se integró a la escuela de fútbol del Deportivo Saprissa a los seis años.
Realizó su debut en la máxima categoría el 5 de mayo de 1991 con el equipo de Generaleña, en el compromiso que cayó su conjunto por 2-0 ante Turrialba. El club posteriormente se convirtió en el Municipal Pérez Zeledón y fue en este plantel donde Campos alcanzó su primera anotación el 19 de abril de 1992, sobre Guanacasteca venciendo al portero Facundo Leal. Su gol significó el segundo del partido en la derrota por 2-3.
A partir de la siguiente campaña, Jeaustin jugó con el Deportivo Saprissa consiguiendo dos títulos nacionales en las temporadas de 1993-94 y 1994-95, así como del título internacional por la Copa de Campeones de la Concacaf en 1993.
En 1995 fichó para el LG Cheetahs de Corea del Sur, equipo donde permaneció por dos torneos. Tuvo su segunda etapa en el Saprissa y nuevamente se proclamó campeón en dos oportunidades en las campañas de 1997-98 y 1998-99. También alcanzó un cetro internacional por el Torneo Grandes de Centroamérica en su edición de 1998. Campos jugó dos torneos de liga con el Pérez Zeledón entre 1999 y 2001, para luego volver por tercera ocasión al Saprissa para concluir su carrera. El 25 de septiembre de 2002, Jeaustin fue separado del equipo junto a Roy Myers, Kervin Lacey y Hernán Medford por decisión del entrenador Manuel Keosseian quien quería reducir la planilla a veinticinco futbolistas.
Su partido de despedida tuvo lugar el 29 de enero de 2003, en un amistoso contra la Universidad Católica de Chile en el Estadio Ricardo Saprissa. Al minuto 51', Campos y Medford —quien también se retiraba— salieron del campo para despedirse de la afición saprissista. El centrocampista alcanzó 275 partidos en la máxima categoría y convirtió 50 goles.

## Trayectoria como entrenador
Se desempeñó como gerente deportivo del Saprissa desde el 2003 hasta 2006. Fue parte integral en la planificación del equipo en este periodo que le permitió cosechar dos títulos nacionales en las temporadas 2003-04 y 2005-06, asimismo la consecución de la Copa Interclubes UNCAF en 2003 y la Copa de Campeones en 2005, este último dándole la posibilidad al cuadro saprissista de participar en el Mundial de Clubes del cual se hizo con el tercer lugar.

### Deportivo Saprissa
El 1 de noviembre de 2006, Campos fue contratado como entrenador del Deportivo Saprissa por un periodo de cinco temporadas, en sustitución de Hernán Medford quien había sido nombrado estratega de la Selección Costa Rica. Se estrenó en el banquillo el 12 de noviembre en la derrota de su equipo por 2-0 ante el Brujas, duelo que se disputó en el Estadio Nacional por la decimoquinta fecha del Torneo de Apertura. Su primera victoria la consiguió en la jornada siguiente mediante un contundente 3-0 sobre el Cartaginés. En la fase final del campeonato, derrotó a San Carlos por los cuartos de final, a Puntarenas en semifinales, y se hizo con el título del Apertura con la solvente victoria global de 4-0 en la serie frente a Alajuelense.
El 13 de mayo de 2007, volvió a superar a Alajuelense en la final del Torneo de Clausura, para proclamarse campeón nacional siendo este el primer título para Campos.
Arrancó su segunda temporada con derrota por 2-0 ante San Carlos por el Campeonato de Invierno 2007. Campos haría su debut por competencia internacional de la Copa Interclubes UNCAF el 8 de agosto, donde venció con un contundente 5-2 al Once Municipal de El Salvador. Superó esta etapa de octavos de final, luego venció al Puntarenas en cuartos de final, a Alajuelense en semifinales y el 5 de diciembre perdió la final del torneo regional ante el Motagua de Honduras. En la campaña de liga, el 19 de diciembre ganó la final de ida frente al Herediano por 0-2 y cuatro días después, tras el empate 2-2 en la vuelta, su equipo se proclamó campeón debido al resultado global.
Empezó con empate sin anotaciones el 20 de enero de 2008 la primera fecha del Campeonato de Verano frente a San Carlos. Debutó en la Copa de Campeones de la Concacaf el 13 de marzo, en la derrota 2-1 ante el Atlante de México por la ida de los cuartos de final. Una semana después logró revertir el resultado para ganar con cifras de 3-0. Posteriormente, su equipo venció al Houston Dynamo de Estados Unidos en las semifinales y cerró su participación con la derrota global ante el Pachuca de México. El 1 de junio conquistó el título nacional venciendo a Alajuelense por 0-2 en el global.
El 20 de diciembre de 2008, Jeaustin se proclamó nuevamente campeón nacional con los morados, luego de remontar la serie y derrotar a Alajuelense en la final del Campeonato de Invierno.
Jeaustin no pudo aumentar la hegemonía saprissista con un nuevo título para el Campeonato de Verano 2009, cuando cayó en las semifinales frente a Liberia.
El 11 de noviembre de 2009, el Saprissa decidió rescindir el contrato de Campos como entrenador. Se marchó del club siendo el técnico más exitoso al obtener cuatro cetros de forma consecutiva.

### Bayamón F.C
El 10 de febrero de 2010, se anunció que Campos llegaría al Bayamón de Puerto Rico inicialmente como asesor del club, con miras a disputar el Campeonato de Clubes de la CFU. Después fue convencido para que asumiera como el entrenador en la competencia. En dicho torneo, superó la primera y segunda ronda a los equipos de System 3 y Avenues United de San Vicente y las Granadinas, respectivamente. No obstante, se colocó en el último lugar del grupo por la tercera ronda y no logró acceder a uno de los cupos para la fase preliminar de la Liga de Campeones.

### Pérez Zeledón
El 30 de noviembre de 2010, Campos se convirtió en el nuevo entrenador del Pérez Zeledón en sustitución del argentino Marcelo Herrera. Se estrenó con derrota 1-0 en la primera fecha del Campeonato de Verano 2011 ante la Universidad de Costa Rica. Llevó al conjunto generaleño a un puesto para los cuartos de final del torneo, donde finalmente cayó en esta serie contra Alajuelense con global de 2-1.
El 7 de agosto de 2011, presentó su renuncia argumentando la falta de capacidad dirigencial y el carecimiento de un eficiente manejo administrativo del club.

### Puerto Rico
El 10 de agosto de 2011, se confirmó a Jeaustin como el nuevo seleccionador de Puerto Rico. Debutó el 2 de septiembre por la eliminatoria de Concacaf a la Copa del Mundo, en su segunda ronda al enfrentar a San Cristóbal y Nieves, empatando el duelo sin goles. Tras seis compromisos disputados, su selección no pudo clasificarse a la tercera ronda al quedar por debajo de Canadá.
Estuvo al frente del combinado que enfrentó la Copa del Caribe en 2012. Superó la primera ronda con dos victorias sobre Bermudas (1-2) y San Martín (9-0) y cayó frente a Haití (2-1). Para la segunda ronda, su equipo perdió los tres partidos del grupo ante Martinica (2-1), Guadalupe (4-1) y República Dominicana (1-3).
El 16 de diciembre de 2013, oficializó su renuncia al cargo de entrenador debido a la inestabilidad presentanda en meses anteriores por los constantes incumplimientos contractuales.

### Puerto Rico Sub-20
Campos preparó a la Selección Sub-20 de Puerto Rico para afrontar el Campeonato Sub-20 de la Concacaf de 2013. Disputó los dos partidos del grupo C en el Estadio Cuauhtémoc y se despidió de la competición con las derrotas ante Jamaica (1-4) y Panamá (4-0).

### Deportivo Saprissa
El 9 de enero de 2014, el Deportivo Saprissa hizo formal la presentación de Campos en el puesto de gerente deportivo del club, con la tarea de reforzar la liga menor y realizar un análisis exhaustivo de todas las áreas de la institución.
El 30 de septiembre de 2014, Campos asumió la dirección técnica del equipo tras la destitución de Ronald González. Hizo su debut el 1 de octubre perdiendo el clásico 0-2 de local ante Alajuelense. Luego de este revés, tuvo una racha de cinco victorias consecutivas por torneo nacional, y el 23 de octubre derrotó por 2-0 al Sporting Kansas City de Estados Unidos por la última jornada de la fase de grupos de la Liga de Campeones, resultado que le permitió al cuadro morado avanzar a la siguiente ronda del torneo continental. Accedió a las semifinales del Campeonato de Invierno en el cuarto sitio de la tabla, dejando en el camino a Alajuelense en esta serie que fue el líder absoluto con un global de 1-2. En la serie final se sobrepuso al Herediano nuevamente cerrando como visitante, donde ganó el duelo de ida por 4-2 y mantuvo la ventaja con el empate 1-1 en el juego de vuelta. Su equipo alcanzó el bicampeonato y este se convirtió en el quinto título personal del estratega en su carrera.
Para el Campeonato de Verano 2015, Campos clasificó al Saprissa a la siguiente fase del torneo en el primer lugar. Sin embargo, su conjunto no logró revalidar el título tras caer en semifinales contra Alajuelense.
El 17 de septiembre de 2015, se informó que Campos no continuaría al frente del equipo en sus cargos como gerente deportivo y director técnico, esto por las tres pérdidas consecutivas ante Uruguay de Coronado (2-0) y el clásico ante Alajuelense (1-2) por el Campeonato de Invierno, así como del revés de 2-1 contra el W Connection de Trinidad y Tobago por la Liga de Campeones.

### C.S Cartaginés
El 26 de abril de 2016, Jeaustin fue presentado como director técnico del Cartaginés por los siguientes dos años como parte de un proyecto deportivo que involucra a las ligas menores. Campos dirigió a las blanquiazules en los campeonatos de Invierno 2016 y Verano 2017, y en ambos no logró clasificar a la segunda ronda. En este tiempo dirigió 44 compromisos, de los que ganó 17, empató 15 y perdió 12, registrando un 50% de rendimiento. El 29 de mayo de 2017 llegó a un acuerdo para salir de la institución en buenos términos.

#### Club Blooming
El 31 de mayo de 2017, el Blooming de Bolivia presentó formalmente a Campos para ponerse al frente del banquillo del club. El 11 de junio se estrenó en la derrota por 2-0 ante el San José. El 6 de marzo de 2018 fue separado de su cargo junto al asistente Diego Giacone, por desacuerdos en los proyectos que llevó a cabo el club. Ambos habían llegado al plantel con la misión de producir futbolistas de la cantera, pero la directiva boliviana cambió de decisión en pleno torneo en el que la directiva les propuso seguir con el primer equipo, pero sin meterse con las divisiones menores, situación que no aceptaron.

### A.D.R Jiracal
El 18 de abril de 2018, Jeustin fue anunciado como asistente técnico de Jicaral en la Segunda División.
El 12 de marzo de 2019, Campos tomó el cargo de estratega de principal del primer equipo en reemplazo de Erick Rodríguez. Disputó su primer partido el 17 de marzo y empató a un gol contra Guanacasteca. Logró avanzar a la segunda ronda como el cuarto mejor equipo del grupo A y en esta fase dejó en el camino a Puerto Golfito, Municipal Garabito y Palmares, siempre cerrando como visitante y conquistando el Torneo de Clausura tras superar a Palmares con un global de 3-2. El 2 de junio venció la final nacional por el ascenso a Guanacasteca con global de 2-1, para quedarse con el título y llevar a Jicaral a la máxima categoría.
Dirigió la totalidad del Torneo de Apertura 2019 que significó el estreno de su club en la Primera División. Alcanzó siete victorias, seis empates y nueve derrotas, para 27 puntos y un 41% de rendimiento. El 26 de diciembre salió del equipo en mutuo acuerdo con la dirigencia.

### C.A Nacional Potosí
El 29 de diciembre de 2019, se anunció la incorporación de Jeaustin para tomar el mando del Nacional Potosí de Bolivia. Debutó el 23 de enero con victoria 1-0 sobre el Jorge Wilstermann. El 10 de marzo fue cesado tras cuatro victorias, dos empates y cinco derrotas, quedando en el décimo puesto de la liga. Su destitución se debió también a su eliminación en penales en la primera ronda de la Copa Sudamericana.

### A.D San Carlos
El 8 de septiembre de 2020, Jeaustin tuvo su regreso al balompié costarricense al ser designado entrenador de San Carlos, para reemplazar al colombiano Carlos Restrepo. Arrancó esta etapa con una derrota por 0-1 a domicilio contra Sporting. En el Torneo de Apertura pudo alcanzar un invicto positivo de siete juegos, pero no le alcanzó para acceder a un puesto a semifinales.
El 28 de febrero de 2021, tras una racha de siete partidos sin ganar en el Torneo de Clausura, Campos confirmó su renuncia del equipo en conferencia de prensa.

### C.S Herediano
El 10 de septiembre de 2021, el Herediano se hizo con los servicios de Jeaustin para afrontar el Torneo de Apertura, tras la destitución del mexicano David Patiño. Debutó como rojiamarillo el 16 de septiembre recibiendo como local en el Estadio "Colleya" Fonseca a Sporting, club al que venció cómodamente con marcador de 3-0. Después de este compromiso tuvo una racha positiva de doce juegos consecutivos sin perder, donde solo concedió dos goles y faltando un partido para la conclusión de la primera fase, aseguró el primer lugar y una eventual final nacional. Su invicto terminó en el duelo de ida de las semifinales frente al Deportivo Saprissa, en el que cayó por 3-0. Pese a quedar eliminado en esta serie, pudo sobreponerse en la gran final ganando ambos partidos ante el Saprissa para proclamarse campeón en el centenario del club florense.
El 14 de enero de 2022, Campos firmó su renovación de contrato por dos años más. Sin embargo, para el Torneo de Clausura tuvo el peor arranque del equipo de ocho juegos sin ganar, lo que repercutió en su destitución el 26 de febrero.
Tras esto, Jeaustin colaboró como asesor deportivo de Jicaral desde el 17 de marzo de 2022, hasta su renuncia confirmada por el presidente del club el 8 de abril.

### Deportivo Saprissa
El 11 de abril de 2022, se oficializa el regreso de Campos al Deportivo Saprissa para asumir su tercera gestión al frente de la dirección técnica del equipo. Su debut se dio el 17 de abril con derrota 3-1 contra el Cartaginés en el Estadio "Fello" Meza, juego en el que no pudo dirigir desde el área técnica luego de haber recibido una suspensión en su club anterior. Estando habilitado perdió dos partidos más en forma consecutiva frente al Herediano (0-1) y Santos (2-1), hasta el 27 de abril cuando obtuvo su primera victoria en el clásico ante Alajuelense (2-0) y de esta manera también revirtió la marca personal de once juegos sin ganar que tenía en el Torneo de Clausura. Después de ese momento, concluyó la etapa regular con cinco triunfos más y todos seguidos sobre Pérez Zeledón (2-1), Guadalupe (1-2), Jicaral (3-1), Sporting (1-0) y Grecia (2-3). Pudo clasificar al cuadro morado en el cuarto sitio de la tabla. El 22 de junio se dio la eliminación de Saprissa en semifinales contra Alajuelense.

### C.S Herediano
El 13 de abril de 2023 fue fichado por el C.S Herediano por un período de dos años.

## Selección nacional
Representó a la Selección de Costa Rica en 25 juegos entre 1993 y 2001, siendo 20 de ellos considerados clase A. Su debut internacional se produjo el 19 de febrero de 1993, en el compromiso por la ronda preliminar a la Copa de Naciones UNCAF contra Nicaragua, que terminó en victoria por 0-2 a favor de la escuadra costarricense.
Fue parte de la nómina que se hizo con el cetro de la Copa UNCAF en 1999, también jugó la Copa de Oro de la Concacaf 2000 y participó en dos eliminatorias hacia la Copa del Mundo para las ediciones de 1998 y 2002.

### Participaciones internacionales
| Competición                     | Sede           | Resultado        | Partidos | Goles |
| ------------------------------- | -------------- | ---------------- | -------- | ----- |
| Copa de Naciones UNCAF 1999     | Costa Rica     | Campeón          | 5        | 0     |
| Copa de Oro de la Concacaf 2000 | Estados Unidos | Cuartos de final | 2        | 0     |

## Estadísticas

### Como jugador
| Club               | País          | Año       |
| ------------------ | ------------- | --------- |
| A. D. Generaleña   | Costa Rica    | 1990-1991 |
| Pérez Zeledón      | Costa Rica    | 1991-1992 |
| Deportivo Saprissa | Costa Rica    | 1992-1995 |
| LG Cheetahs        | Corea del Sur | 1995-1996 |
| Deportivo Saprissa | Costa Rica    | 1996-1999 |
| Pérez Zeledón      | Costa Rica    | 1999-2001 |
| Deportivo Saprissa | Costa Rica    | 2001-2003 |

### Como entrenador

#### Clubes
Actualizado al último partido dirigido el 19 de julio de 2023.
| Club                  | Div   | Año       | PJ  | PG  | PE  | PP  | GF  | GC  | Rendimiento |
| --------------------- | ----- | --------- | --- | --- | --- | --- | --- | --- | ----------- |
| Deportivo Saprissa    | 1°    | 2006-2010 | 145 | 73  | 36  | 36  | 218 | 138 | 58.62%      |
| Bayamón F.C.          | 1°    | 2010      | 7   | 4   | 1   | 2   | 18  | 12  | 61.9%       |
| Pérez Zeledón         | 1°    | 2011      | 22  | 7   | 4   | 11  | 28  | 29  | 37.88%      |
| Deportivo Saprissa    | 1°    | 2014-2016 | 58  | 33  | 9   | 16  | 97  | 61  | 62.07%      |
| C. S. Cartaginés      | 1°    | 2016-2017 | 44  | 17  | 15  | 12  | 63  | 59  | 50%         |
| Club Blooming         | 1°    | 2017-2018 | 33  | 12  | 13  | 8   | 39  | 32  | 49.49%      |
| Jiracal Sercoba       | 2°    | 2019      | 14  | 7   | 5   | 2   | 14  | 9   | 61.9%       |
| Jiracal Sercoba       | 1°    | 2019      | 22  | 7   | 6   | 9   | 23  | 30  | 40.91%      |
| C. A. Nacional Potosí | 1°    | 2020      | 13  | 5   | 2   | 6   | 15  | 17  | 43.59%      |
| A. D. San Carlos      | 1°    | 2020-2021 | 22  | 7   | 9   | 6   | 20  | 23  | 45.46%      |
| C. S. Herediano       | 1°    | 2021-2022 | 24  | 12  | 8   | 4   | 30  | 15  | 61.11%      |
| Deportivo Saprissa    | 1°    | 2022-2023 | 53  | 32  | 10  | 11  | 90  | 45  | 66.67%      |
| C. S. Herediano       | 1°    | 2023      | 22  | 12  | 3   | 6   | 18  | 14  | 29.17%      |
| Total                 | Total | Total     | 465 | 318 | 119 | 128 | 663 | 483 | 76.92%      |

#### Selecciones
| Selección          | Año       | PJ | PG | PE | PP | GF | GC | Rendimiento |
| ------------------ | --------- | -- | -- | -- | -- | -- | -- | ----------- |
| Puerto Rico        | 2011-2012 | 17 | 5  | 4  | 8  | 29 | 25 | 37.25%      |
| Puerto Rico sub-20 | 2013      | 2  | 0  | 0  | 2  | 1  | 8  | 0%          |
| Total              | Total     | 19 | 5  | 4  | 10 | 30 | 33 | 33.34%      |

## Palmarés

### Como jugador

#### Títulos nacionales
| Título                         | Club               | País       | Año  |
| ------------------------------ | ------------------ | ---------- | ---- |
| Primera División de Costa Rica | Deportivo Saprissa | Costa Rica | 1994 |
| Primera División de Costa Rica | Deportivo Saprissa | Costa Rica | 1995 |
| Primera División de Costa Rica | Deportivo Saprissa | Costa Rica | 1998 |
| Primera División de Costa Rica | Deportivo Saprissa | Costa Rica | 1999 |

#### Títulos internacionales
| Título                   | Equipo                  | Sede       | Año  |
| ------------------------ | ----------------------- | ---------- | ---- |
| Copa de Campeones        | Deportivo Saprissa      | Guatemala  | 1993 |
| Grandes de Centroamérica | Deportivo Saprissa      | Guatemala  | 1998 |
| Copa de Naciones UNCAF   | Selección de Costa Rica | Costa Rica | 1999 |

### Como entrenador

#### Títulos nacionales
| Título                         | Club               | País       | Año  |
| ------------------------------ | ------------------ | ---------- | ---- |
| Primera División de Costa Rica | Deportivo Saprissa | Costa Rica | 2007 |
| Primera División de Costa Rica | Deportivo Saprissa | Costa Rica | 2007 |
| Primera División de Costa Rica | Deportivo Saprissa | Costa Rica | 2008 |
| Primera División de Costa Rica | Deportivo Saprissa | Costa Rica | 2008 |
| Primera División de Costa Rica | Deportivo Saprissa | Costa Rica | 2014 |
| Segunda División de Costa Rica | A. D. R. Jicaral   | Costa Rica | 2019 |
| Primera División de Costa Rica | C. S. Herediano    | Costa Rica | 2021 |
| Primera División de Costa Rica | Deportivo Saprissa | Costa Rica | 2022 |

### Distinciones individuales
| Distinción                                                                              | Año  |
| --------------------------------------------------------------------------------------- | ---- |
| Mejor director técnico de la Primera División de Costa Rica del Torneo Invierno 2007    | 2008 |
| Mejor director técnico de la Primera División de Costa Rica del Torneo Verano 2008      | 2008 |
| Mejor director técnico de la Primera División de Costa Rica del Torneo de Apertura 2021 | 2022 |
| Mejor director técnico de la Primera División de Costa Rica del Torneo Apertura 2022    | 2023 |